# Toto (album)
Toto is het eerste album van de gelijknamige band. Het album kwam uit in oktober 1978. Bekende liedjes van dit album zijn "I'll Supply the Love", "Georgy Porgy" en vooral "Hold the Line".

## Composities
Alle muziek en teksten zijn geschreven door David Paich, tenzij anders aangegeven. 
| 1.                 | Child's Anthem       |               | 2:46 |
| 2.                 | I'll Supply the Love |               | 3:46 |
| 3.                 | Georgy Porgy         |               | 4:09 |
| 4.                 | Manueala Run         |               | 3:54 |
| 5.                 | You Are the Flower   | Bobby Kimball | 4:11 |
| 6.                 | Girl Goodbye         |               | 6:13 |
| 7.                 | Takin' It Back       | Steve Porcaro | 3:47 |
| 8.                 | Rockmaker            |               | 3:19 |
| 9.                 | Hold the Line        |               | 3:56 |
| 10.                | Angela               |               | 4:45 |
| Totale duur: 40:46 |                      |               |      |

## Musici
Toto
- David Paich - toetsen en zang
- Steve Lukather - gitaar en zang
- Bobby Kimball - zang
- Jeff Porcaro - slagwerk
- Steve Porcaro - toetsen
- David Hungate - basgitaar

Additionele musici
- Lenny Castro
- Chuck Findley
- Jim Horn
- Raj Neesh
- Cheryl Lynn
- Marty Paich
- Joe Porcaro
- Sid Sharp

## Singles
- "Hold the Line"
- "I'll Supply the Love"
- "Georgy Porgy"
- "Rockmaker"